# Onésima Reyes
Lilia Onésima Breitenstein Reyes (Tomé, 1929 – Santiago del Cile, 10 aprile 2014) è stata una cestista cilena.

## Carriera
Con il Cile ha disputato due edizioni dei Campionati del mondo (1953, 1964) e tre dei Giochi panamericani (Città del Messico 1955, Chicago 1959, San Paolo 1963).